# Påfuglestol
Påfuglestolen er tegnet af Hans J. Wegner, og den bliver produceret af PP Møbler. Det var, da Finn Juhl så stolen første gang, at han bemærkede stolens karakterirske ryg, at han døbte stolen Påfuglestolen, og det har stået ved siden. Selvom stolen har et nærmest postmoderne udformning, blev den allerede sat i produktion i 1947. 
Ikke usædvanligt for Wegners design, tager Påfuglestolen udgangspunkt i et historisk udtryk - den klassiske Windsorstol - men Wegner opgraderer forbilledet og aktualiserer det i ny form.
Stolen er lavet ud af Eg og/eller ask og papirgarn.
 Der er for få eller ingen kildehenvisninger i denne artikel, hvilket er et problem. Du kan hjælpe ved at angive troværdige kilder til de påstande, som fremføres i artiklen.